# تپه جهان‌آباد
تپه جهان‌آباد مربوط به عصر مس و سنگ - مفرغ است و در شهرستان کرمانشاه، بخش مرکزی، دهستان بالادربند، ۲/۵ کیلومتری شمال شرق روستای چغا سفید واقع شده و این اثر در تاریخ ۲۶ اسفند ۱۳۸۷ با شمارهٔ ثبت ۲۵۶۹۲ به‌عنوان یکی از آثار ملی ایران به ثبت رسیده است.